# Stil alpin
Stilul alpin este considerat de către mulți ca fiind cea mai pură formă de alpinism de altitudine. Este vorba despre alpinism într-o manieră suficientă, alpinistul cărându-și cu el, pe măsură ce urcă, toată mâncarea și echipamentul - spre deosebire de stilul expediționar clasic, unde se stabilesc un număr de tabere intermediare inițiale și se echipează muntele cu corzi de asigurare pentru a ușura ascensiunea.